# نصرالله کمالیان
نصرالله کمالیان (زادهٔ ۱۳۲۹ در قوچان) نمایندهٔ حوزهٔ انتخابیهٔ قوچان و فاروج در دورهٔ هشتم مجلس شورای اسلامی بوده‌است.